# Adoretus goniopygus
Adoretus goniopygus är en skalbaggsart som beskrevs av Leon Fairmaire 1899. Adoretus goniopygus ingår i släktet Adoretus och familjen Rutelidae. Inga underarter finns listade i Catalogue of Life.